# Faggyúmirigyciszta
A faggyúmirigyciszta, más néven atheroma kifejezés általában a következőkre utal:
- Epidermoid ciszták (más néven epidermális ciszták, infundibuláris ciszták)
- Piláris ciszták (más néven trichelemmalis ciszták, isthmus-catagen ciszták)

A fenti ciszták mindkét típusa keratint tartalmaz, nem faggyút, és egyik sem faggyúmirigyekből származik. Az epidermoid ciszták az epidermiszből, a pilaris ciszták pedig a szőrtüszőkből származnak. Technikailag tehát nem faggyúmirigyciszták. Az „igazi” faggyúmirigy ciszták, amelyek faggyúmirigyekből származnak és faggyút tartalmaznak, viszonylag ritkák, és steatocystoma simplex néven, vagy ha többszörösek, steatocystoma multiplex néven ismertek.
Az orvosi szakemberek azt javasolták, hogy a „faggyúmirigyciszta” kifejezést kerüljük, mivel félrevezető lehet. A gyakorlatban azonban a kifejezést gyakran használják az epidermoid és pilaris cisztákra is.

## Jelek és tünetek
A fejbőr, a fülek, a hát, az arc és a felkar gyakori helyszínei a faggyúcisztáknak, bár a test bármely részén előfordulhatnak, kivéve a tenyérben és a talpon. Gyakoribbak a szőrösebb területeken, ahol hosszabb ideig fennálló esetekben a ciszta feletti bőrfelületen hajhullást okozhatnak. Sima tapintásúak, méretük változó, és általában kerek alakúak.
Általában mozgékony tömegek, amelyek a következőkből állhatnak:
Rostos szövetek és folyadékok
Túróra emlékeztető zsíros (keratinos) anyag, amely esetben a cisztát "keratin cisztának" nevezhetik – ennek az anyagnak jellegzetes "sajtos" vagy lábszagú szaga van
Kissé viszkózus, serozanguinális folyadék (gennyes és véres anyagot tartalmaz)
A faggyúciszta tartalmának és a környező tok jellege attól függ, hogy a ciszta valaha is fertőzött-e.
Műtéttel a ciszta általában teljes egészében eltávolítható. A nem megfelelő sebészeti technika, vagy a korábbi fertőzés, amely hegesedést és a ciszta hozzátapadását okozza a környező szövetekhez, a kimetszés és eltávolítás során repedést okozhat. A teljesen eltávolított ciszta nem újul ki, bár ha a beteg hajlamos a cisztaképződésre, további ciszták alakulhatnak ki ugyanazon a területen.

## Okok
A ciszták összefüggésben állhatnak a magas tesztoszteronszinttel, ezért gyakoribbak lehetnek az anabolikus szteroidokat szedőknél.
A faggyúmirigy-ciszták örökletes okai közé tartozik a Gardner-szindróma és a bazálissejtes névusz szindróma.

## Kezelés
A faggyúciszták általában nem igényelnek orvosi kezelést. Ha azonban tovább nőnek, csúnyává, fájdalmassá és/vagy elfertőzötté válhatnak.
1883-ban a cisztába fecskendezett jóddal való kezeléssel eredményeket értek el.